# Siquipil
Siquipil, jedna od lokalnih bandi Coahuiltecan Indijanaca čija je postojbina morala biti u područjima južno od Edwards Plateaua u Teksasu, ali točna lokacija nije poznata. Godine 1731. zajedno s plemenima Pajalat i Tilpacopal smjestili su se na misiju Nuestra Señora de la Purísima Concepción de Acuna, blizu San Antonia, koja je te godine i utemeljena za njih. Kasnije im se gubi trag.

## Vanjske poveznice
- (en) The Handbook of Texas, SIQUIPIL INDIANS, The Texas State Historical Association, 1997-2002.